# مدرسه عالی

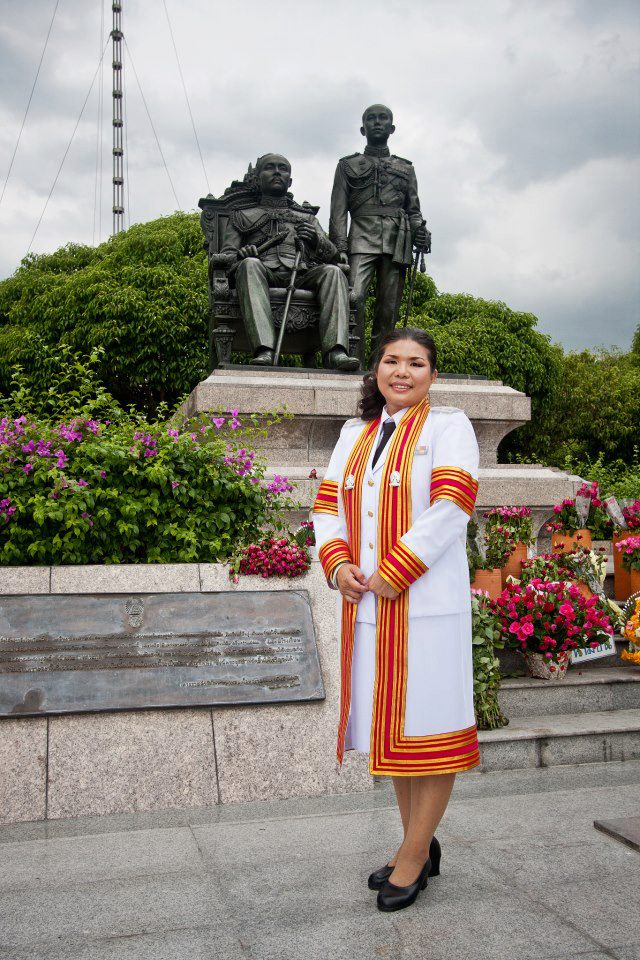
یک دانش‌آموخته دکتری (پی‌اچ‌دی) دانشگاه چولالونگکورن در تایلند، در شنل آکادمیک برای مراسم دانش‌آموختگی.

مدرسه عالی مدرسه ای است که مدارک دانشگاهی پیشرفته (مثل کارشناسی ارشد و دکترا) اعطا می‌کند و لازمه ورود به آن عموماً این است که دانشجویان پیشتر یک مدرک کارشناسی با نمره بالا دریافت کرده باشند.
بسیاری از دانشگاه‌ها مدارک تحصیلات تکمیلی اعطا می‌کنند، مدارس عالی لزوماً نهادهای مستقلی نیستند. با این که لفظ «مدرسه عالی» نوعاً در ایالات متحده آمریکا به کار می‌رود
«تحصیلات تکمیلی» نیز در کشورهای انگلیسی زبان در اشاره به طیفی از آموزش‌های پس از کارشناسی به کار می‌رود.